# 19 Pułk Moździerzy

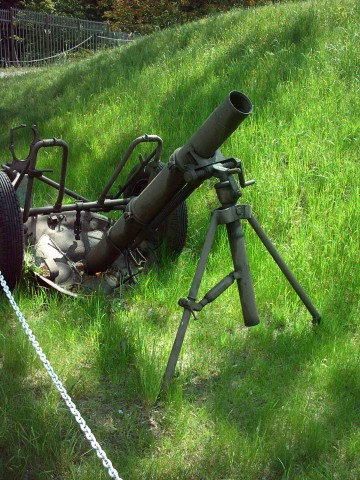
120 mm moździerz wz. 1938

19 pułk moździerzy – oddział artylerii ludowego Wojska Polskiego.
Pułk sformowany został w  1950. Stacjonował początkowo w Braniewie, a od października 1951 w Malborku w koszarach przy ul. 17 Marca. Podlegał dowódcy 16 Dywizji Zmechanizowanej. W 1955 jednostkę rozformowano. Pomieszczenia koszarowe przejęły wojska lotnicze.

## Skład organizacyjny
- Dowództwo pułku[3]
  - dwa dywizjony moździerzy
  - pułkowa szkoła podoficerska

Uzbrojenie pułku stanowiły 42 moździerze 120 mm wz 38.

## Dowódcy pułku
- mjr Słupski
- mjr Diduch
- mjr Lasowy
- mjr Paweł Metliński